# Pays de la Loire
Pays de la Loire er en fransk region.
En af regionens 5 departementer, Loire-Atlantique, hørte indtil 1996 under Bretagne-regionen. Således ligger det historiske Bretagnes hovedstad, Nantes, udenfor den moderne region.
47°25′03″N 0°51′18″V / 47.4175°N 0.855°V